# هايز جرير
هايز جرير (بالإنجليزية: Hayes Grier)‏ شخصية أمريكية مشهورة في الإنترنت ولد في 8 يونيو 2000 في مورسفيل، نورث كارولينا، في الولايات المتحدة الأمريكية أصبح يعرف لشعبيته في خدمة فاين، خدمة مشاركة الفيديو.

## روابط خارجية
- الموقع الرسمي
- هايز جرير في خدمة فاين